# Nikola Prelčec
Nikola Prelčec (Zaječar, Serbia, 12 de noviembre de 1989) es un futbolista serbio nacionalizado croata. Juega de mediocampista y su equipo actual es el NK Istra 1961 de la Prva HNL.

## Clubes
| Club            | País                | Año             |
| --------------- | ------------------- | --------------- |
| NK Istra 1961   | Croacia             | 2009 - 2013     |
| NK Pomorac 1921 | Croacia             | 2013 - 2014     |
| NK Istra 1961   | Croacia             | 2014 - 2019     |
| NK Dugopolje    | Croacia             | 2018-2019       |
| NK Lučko Zagreb | Croacia             | 2018-2019       |
| FK Borec        | Macedonia del Norte | 2019-2021       |
| FK Rabotnički   | Macedonia del Norte | 2020-2021       |
| FC Samtredia    | Georgia             | 2021-2022       |
| NK Istra 1961   | Croacia             | 2022-Actualidad |